# Огиг
Оги́г (др.-греч. Ὠγύγης). В древнегреческой мифологии и античной истории имя нескольких персонажей.
- Огиг (царь Элевсина). При нём произошёл потоп за 1040 лет до основания Рима[1]. Евсевий Кесарийский, следуя историку Кастору Родосскому, датировал Огигов потоп за 260 лет до Девкалионова потопа[2]. По сведениям историка Талла, Огиг был царём Аттики (Акты), сражавшимся с титанами против Зевса[3]. По мнению некоторых античных авторов, Огиг был отцом Элевсина[4].

- Огиг (царь Беотии)[5]. Царь эктенов[6], автохтон, первый правитель Беотии[7]. Эктены погибли от чумы, после них в Беотии поселились гианты и аоны[8]. Павсаний. Описание Эллады IX; 19, 6; 33, 5. См. Нонн Панополитанский. Деяния Диониса III 209. По одной из версий, Огиг был сыном Беота[9] или Посейдона[10], принятие этой версии требует более поздней датировки его правления.

- Огиг — последний ахейский царь[11]. Ахейцы были недовольны его сыновьями и ввели демократию[12].